# TEACCH
TEACCH (englisch Treatment and Education of Autistic and related Communication handicapped Children ‚Behandlung und pädagogische Förderung autistischer und in ähnlicher Weise kommunikationsbehinderter Kinder‘) ist ein kommunikationsorientierter Ansatz zur Förderung von Menschen mit Autismus, der aus dem gleichnamigen Forschungsprojekt und Behandlungsprogramm der University of North Carolina at Chapel Hill hervorging.

## Die Entstehung des TEACCH-Programms
Ein Forschungsprojekt an der Universität von North Carolina/USA in Chapel Hill ist der Grundstein für die Entwicklung von TEACCH. Dabei ging es um die aktive Einbeziehung der Eltern in die Förderung ihrer autistischen Kinder. Diese Herangehensweise sollte die bis dahin gängige Annahme, die Eltern trügen am Autismus die Hauptschuld, entkräften.
Aus dem Forschungsprojekt ging 1972 auf Grund der Initiative vieler Eltern das TEACCH-Programm hervor. Dieses ist eine staatliche Einrichtung in North Carolina, die ein umfassendes und lebensbegleitendes System von Diensten und Hilfen für Betroffene, Angehörige und Fachkräfte umfasst. Kernpunkt dabei sind die neun TEACCH-Zentren, in denen Diagnose, Beratung, Ausbildung von Fachkräften und die Vernetzung aller beteiligten Einrichtungen stattfindet.
Hier werden unter anderem genaue Förderpläne erstellt, die dann mit Hilfe von Therapeuten in den vernetzten Institutionen umgesetzt werden können. Dazu gehören jegliche Fördereinrichtungen, Schulen, Werkstätten und Wohneinrichtungen. Diese orientieren sich in ihrer Arbeit an den Prinzipien des TEACCH-Programms:
- Verständnis der typischen Schwierigkeiten von Menschen mit Autismus
- Individuelle Diagnostik und Förderung
- Kooperation mit Eltern/Familien
- Optimierung der Fähigkeit, in seiner Lebenswelt zurechtzukommen
- Ganzheitlichkeit (Förderung sämtlicher Aspekte der Persönlichkeit)
- Kompetenzorientierung und Respekt vor Andersartigkeit
- Strukturierung, kognitive Ansätze und Verhaltenstheorie

Auch eine organisierte Arbeitsbegleitung und individuelle Wohn- und Arbeitsangebote für Menschen mit Autismus, z. B. das Carolina Living and Learning Center, konnten sich durch das TEACCH-Programm etablieren.

## Der pädagogische Ansatz aus dem TEACCH-Programm
Während das TEACCH-Programm als staatliche Institution in North Carolina nahezu einzigartig ist, hat der dort entwickelte pädagogisch-therapeutische Ansatz weltweit Anerkennung und Verbreitung gefunden. Dieser „TEACCH-Ansatz“ ist mittlerweile in vielen europäischen Schulen und pädagogischen Einrichtungen bekannt, und oft werden Elemente davon praktisch umgesetzt. Beispiele sind das Prinzip der Strukturierung der Situation (structured teaching) und die Visualisierung, beides Aspekte, die auch in Deutschland häufig mit TEACCH in Verbindung gebracht werden. Dies sind Elemente des TEACCH-Ansatzes, die im Folgenden näher erläutert werden.

### Strukturiertes Unterrichten
Beim strukturierten Unterrichten geht es um die Unterstützung von Menschen mit Autismus beim Lernen. Es gibt Hilfen zur Erschließung von Bedeutungen, zur Verdeutlichung von Zusammenhängen und hilft bei der Vermittlung von Fähigkeiten, um im Alltag zurechtzukommen. Ein wesentlicher Aspekt ist hierbei die räumliche und zeitliche Strukturierung sowie die Gestaltung des Arbeitsmaterials. Dies wird nicht nur auf den Unterricht bezogen, sondern auf den gesamten Alltag. Aufgrund der besonderen Informationsverarbeitung profitieren Menschen mit Autismus von strukturierter Hilfe. Es fördert das Gefühl von Sicherheit und Kompetenz, denn man kann sich besser auf neue Situationen einstellen, wenn man versteht, wann etwas passiert. In der pädagogischen Praxis unterscheidet man bei der Strukturierung von Abläufen Zeitpläne, Aufgabenpläne und Instruktionen. Diese sollten aber immer wieder auf ihre Notwendigkeit und Angemessenheit überprüft und gegebenenfalls reduziert werden.
Beispiele für die räumliche Strukturierung:
Ortsbezeichnungen, Raumteiler (z. B. Regale), Teppiche die bestimmte Bereiche markieren, Vorhänge, Linien auf Fußböden, Zuordnung von Gegenständen zu bestimmten Plätzen, Bilder und Beschriftungen
Beispiele für die zeitliche Strukturierung:
Klingel, Signale, Wörter, Anfangs- und Endroutine, Uhren, Zeitpläne im entsprechenden Abstraktionsniveau
Strukturiertes Material und Instruktionen:
Gestaltung der Arbeitsfläche, Visuelle Instruktionen (Schablonen, Bildfolgen, Beispiele), Anordnung des Materials in gekennzeichnete Materialbehälter

### Visualisierung
Menschen mit Autismus haben häufig herausragende Kompetenzen in der Verarbeitung visueller Informationen. Diese Fähigkeit wird häufig unterschätzt, da sie ihren Blick oft nur sehr kurz auf etwas richten. Dennoch nehmen sie mit diesem scheinbar flüchtigen Blick das für sie Notwendige wahr.
Der optische Sinn ist also der bevorzugte Verarbeitungskanal. Die Visualisierung ist außerdem beständiger und eindeutiger als Sprache und erfordert kein Verständnis sprachbegleitender (sozialer) Merkmale wie Mimik, Gestik, Tonfall. Neben dem Einsatz von Bildkarten reagieren Menschen mit Autismus häufig sehr gut auf den Einsatz von Gebärden, da auch dabei der visuelle Kanal angesprochen wird.
Raum:
Verdeutlichung der Funktion der Orte: im Raum durch visuelle Barrieren (z. B. Regale), welche die einzelnen Bereiche (Arbeiten, Pause etc.) abgrenzen; die einzelnen Bereiche durch Symbole oder Gegenstände (z. B. Kopfhörer für Pausenbereich, Raumbeschilderung zur Orientierung im Schulhaus) kennzeichnen; Regale/Schränke mit Fotos/Symbolen beschildern (z. B. auch für Jacke, Schuhe, Mütze)
Zeit:
Visuell anschaulich gestaltete Tagespläne erleichtern es, sich auf Abweichungen vom normalen Ablauf (z. B. Regenpause) einzustellen; Time-Timer (die verbleibende Zeit (z. B. für eine bestimmte Arbeit) wird durch eine immer kleiner werdende Fläche dargestellt)
Handlung:
Visuell verdeutlichen, wo sich etwas befindet und/oder seinen Platz hat (z. B. Tisch-Set mit Teller-, Glas-, Besteck-Aufdruck als Orientierungshilfe zum Tisch decken); kurze Handlungen visuell verdeutlichen (z. B. die einzelnen Schritte des Händewaschens, Schuhe zubinden).